# Karancsság, Nógrád
Karancsság  este un sat în districtul Salgótarján, județul Nógrád, Ungaria, având o populație de 1.230 de locuitori (2011). 

## Demografie
Componența etnică a satului Karancsság
     Maghiari (64,27%)
     Romi (35,73%)
Componența confesională a satului Karancsság
     Romano-catolici (78,78%)
     Fără religie (3,9%)
     Necunoscută (16,02%)
     Alte religii (4,63%)
Conform recensământului din 2011, satul Karancsság avea 1.230 de locuitori. Din punct de vedere etnic, majoritatea locuitorilor (64,27%) erau maghiari, cu o minoritate de romi (35,73%).  Din punct de vedere confesional, majoritatea locuitorilor (78,78%) erau romano-catolici, cu o minoritate de persoane fără religie (3,9%). Pentru 16,02% din locuitori nu este cunoscută apartenența confesională.